# فریگیت کلاس پراناس
فریگیت کلاس پراناس (به انگلیسی: Preneuse-class frigate) یک کلاس از کشتی است که طول آن 47.8 metres می‌باشد.